# Olivenbrauner Zünsler

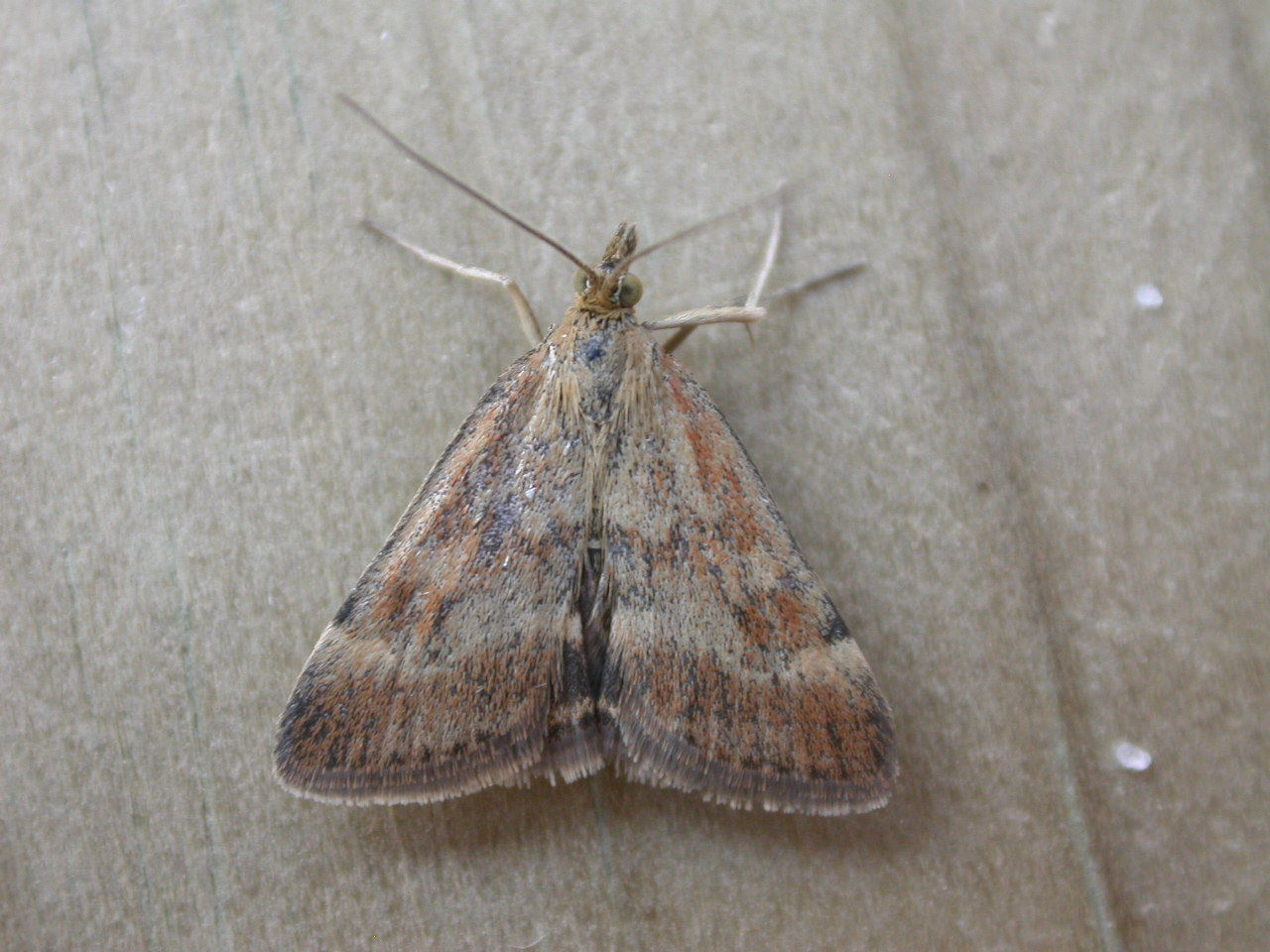

Der Olivbraune Zünsler oder auch Olivenbraune Zünsler (Pyrausta despicata, Syn.: Pyrausta cespitalis) ist ein Schmetterling aus der Familie der Crambidae.

## Merkmale
Die Falter erreichen eine Flügelspannweite von 14 bis 20 Millimetern, bzw. eine Vorderflügellänge von 7 bis 9 mm. Die Färbung und auch Zeichnung der Vorderflügel ist sehr variabel; sie reicht von olivgrau bis schwärzlich braun. Es ist ein Geschlechtsdichromismus vorhanden, bei dem die Männchen meist relativ eintönig gefärbt, die Weibchen durch zusätzliche gelbe und schwarze Zeichnungselemente eher kontrastreicher gezeichnet sind. Meist sind auf den Vorderflügeln innere und äußere Querlinie vorhanden; die beiden Linien können heller oder dunkler als die Grundfarbe sein. Meist sind sie entsprechend hell oder auch dunkel gerandet. Die innere Querlinie ist gewellt, die äußere Querlinie gewellt bis gezackt. Es gibt aber auch ausgesprochen zeichnungsarme Exemplare, bei denen die Querlinien fast völlig fehlen. Viele Exemplare haben im Mittelfeld zwei gut entwickelte, dunkel gerandete Makeln etwa an der Stelle von Ring- und Nierenmakeln. Andere Exemplare haben im Mittelfeld einen oder zwei unterschiedlich große und deutliche Pfeilflecke ausgebildet. Das Saumfeld ist oft dunkler als die Grundfarbe. Im äußeren Teil kann eine unterschiedlich breite Zone mehr oder weniger stark aufgehellt sein; im Extremfall ist eine helle Querbinde ausgebildet.
Die Hinterflügel besitzen eine schwärzliche Grundfarbe und tragen zwei Binden, deren Färbung von weiß bis goldgelb variieren kann. Die äußere Binde ist meist deutlich schmaler als die Medianbinde und kann bei manchen Exemplaren auf eine sehr schmale Linie reduziert sein. Ältere, abgeflogene Falter können sich in ihrer Färbung sehr stark von frisch geschlüpften Tieren unterscheiden.
Die Raupen sind hell bis dunkel braungrün gefärbt und besitzen schwach angedeutete, graue oder gelbliche Rückenlinien. Kopf und Nackenschild sind braun. Die Pinacula sind dunkelbraun und meist hell umrandet. Die erwachsene Raupe wird bis 16 mm lang.

## Geographische Verbreitung und Lebensraum
Pyrausta despicata ist in fast ganz Europa weit verbreitet und häufig. Im Osten zieht sich das Verbreitungsgebiet über Sibirien, den Russischen Fernen Osten, Nordchina und die koreanische Halbinsel bis nach Japan. Die Südgrenze der Verbreitung verläuft über Kleinasien, das Kaukasusgebiet, Afghanistan und Nordindien. Die Art kommt auch in Nordamerika vor.
Die Art ist von der Ebene bis in etwa 2.300 Meter Höhe anzutreffen. Sie kommt häufig an trockenen, sandigen bzw. grasigen Stellen vor, zu ihren Lebensräumen zählen unter anderem Magerrasen, alpine Magerwiesen, Halbtrockenrasen und Wegränder, in geringerem Umfang auch Sumpfwiesen sowie angrenzende Bereiche von Fett- und Almwiesen.

## Lebensweise
Pyrausta despicata bildet zwei Generationen im Jahr; die Falter fliegen durchgehend von Mai bis September. Die Falter sind in der Dämmerung und nachts aktiv und kommen an künstliche Lichtquellen. Tagsüber ruhen die Tiere verborgen in der niedrigen Krautschicht und können dort leicht aufgescheucht werden. Die Weibchen legen die Eier an der Blattbasis der Raupennahrungspflanzen ab, dazu zählen Wegericharten wie Breitwegerich (Plantago major), Mittlerer Wegerich (Plantago media) und Spitzwegerich (Plantago lanceolata). Die Raupen können von Juni bis Juli und von August bis September beobachtet werden. Sie leben häufig gesellig in Gespinsten und fressen zunächst an der Blattunterseite. Dabei ist anfangs ein sogenannter Fensterfraß, in späteren Raupenstadien auch Loch- und Randfraß zu beobachten. Die Raupen der zweiten Generation bauen einen Kokon, überwintern und verpuppen sich im Frühjahr darin.

## Systematik
Das Taxon wurde 1763 von Giovanni Antonio Scopoli unter dem Namen Phalaena despicata erstmals wissenschaftlich beschrieben. In der älteren Literatur erscheint die Art jedoch meist unter dem jüngeren Synonym Pyrausta cespitalis (Denis & Schiffermüller, 1775). Ein weiteres Synonym ist Pyralis sordalis Hübner, 1796.